# Cerkófmajomformák

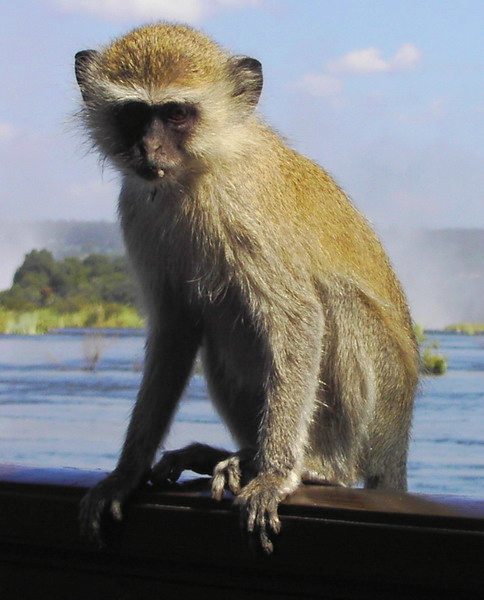
Szavannacerkóf (Chlorocebus aethiops)

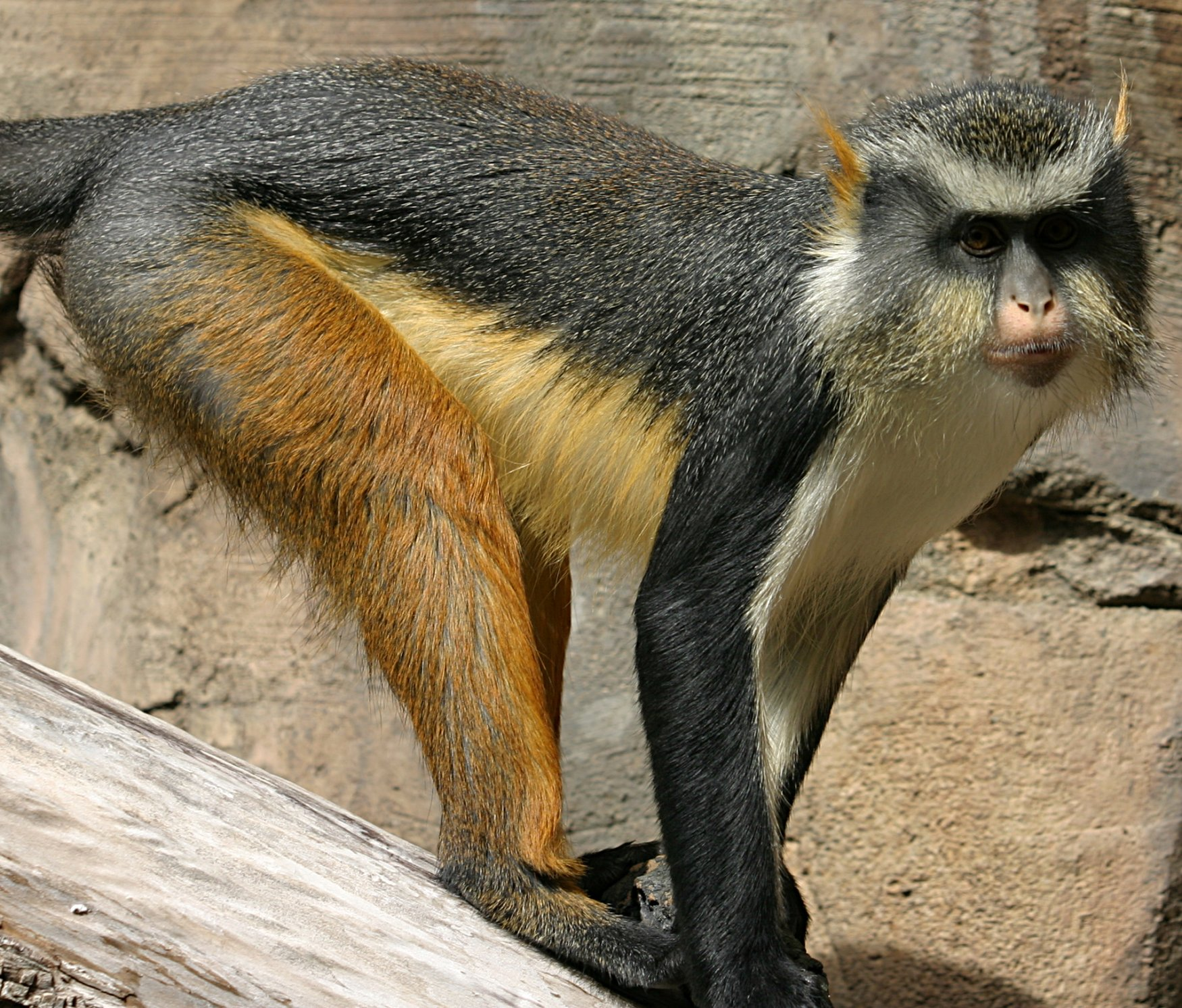
Wolf-cerkóf (Cercopithecus wolfi)

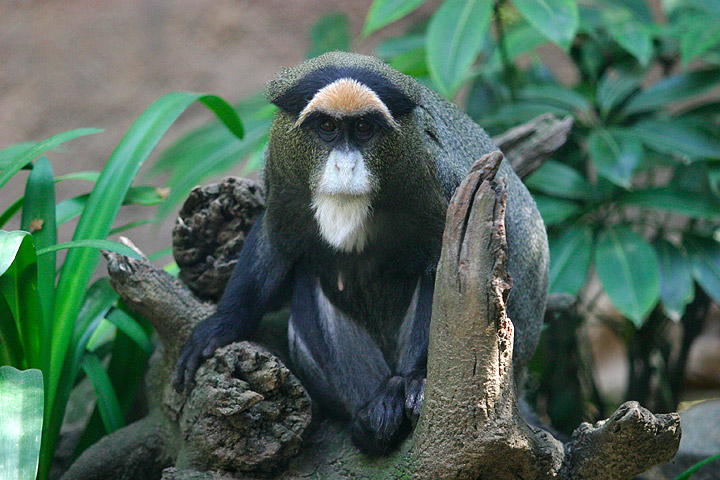
Brazza-cerkóf (Cercopithecus neglectus)

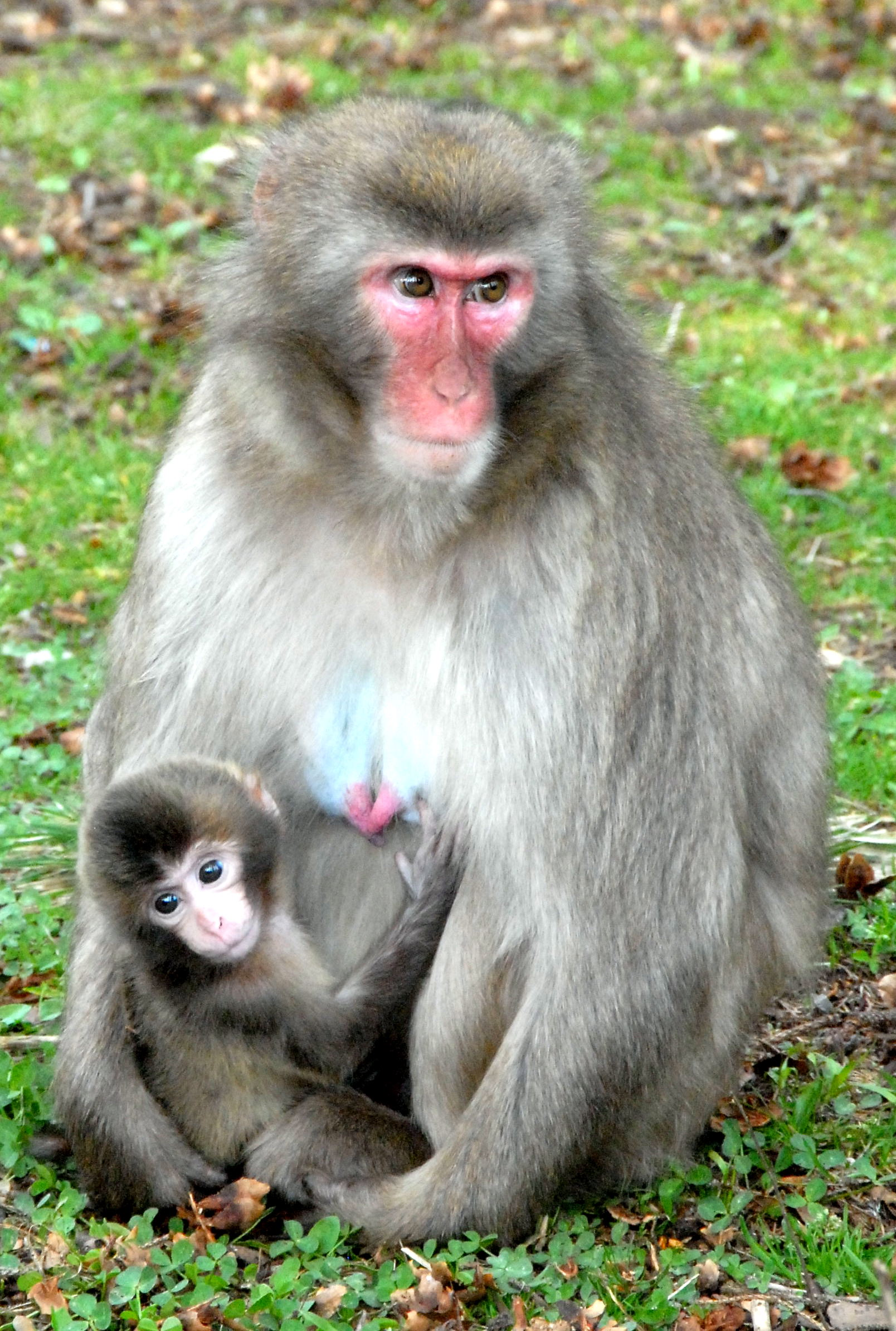
Japán makákó nőstény a kölykével (Macaca fuscata)

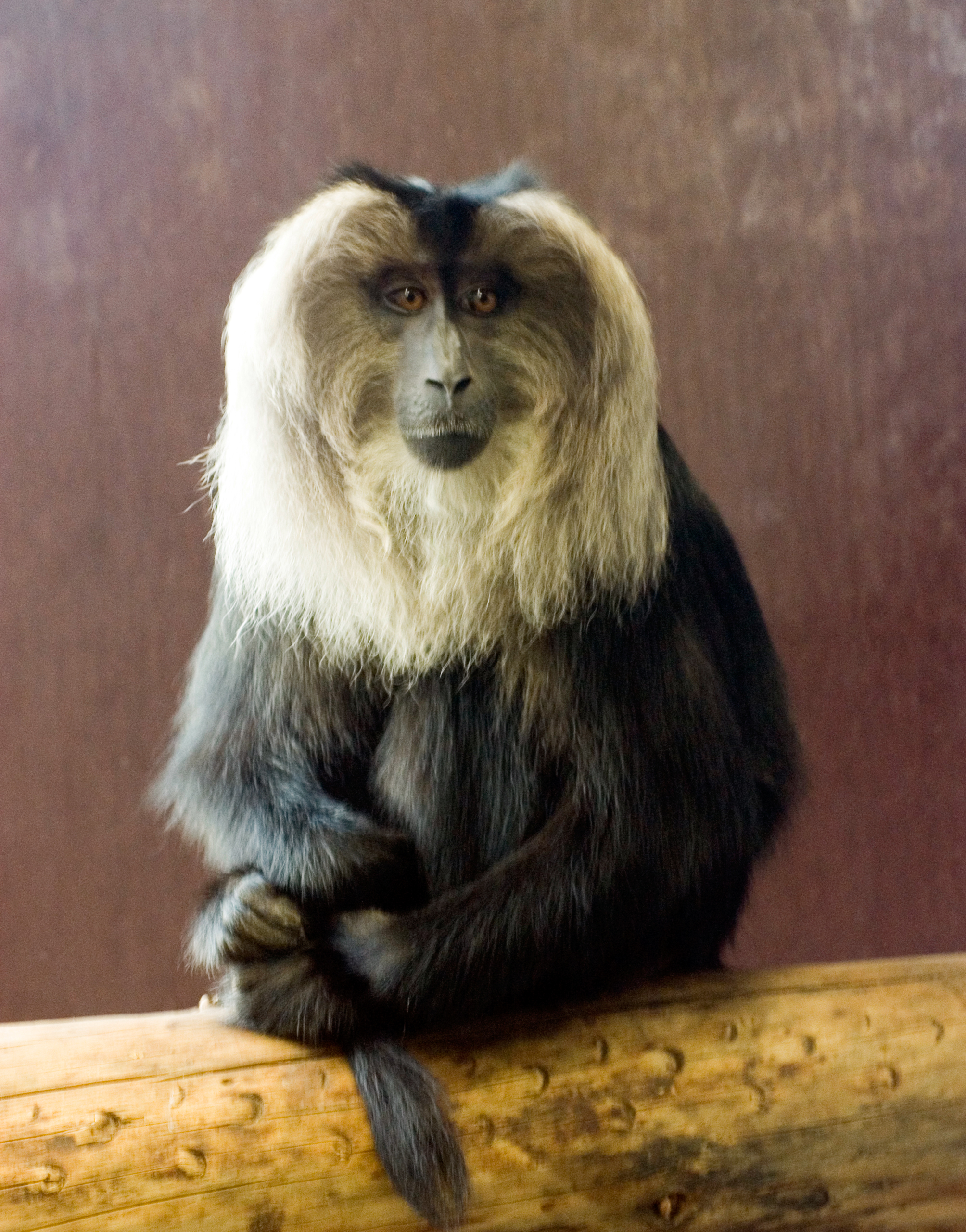
Oroszlánfejű makákó (Macaca silenus)

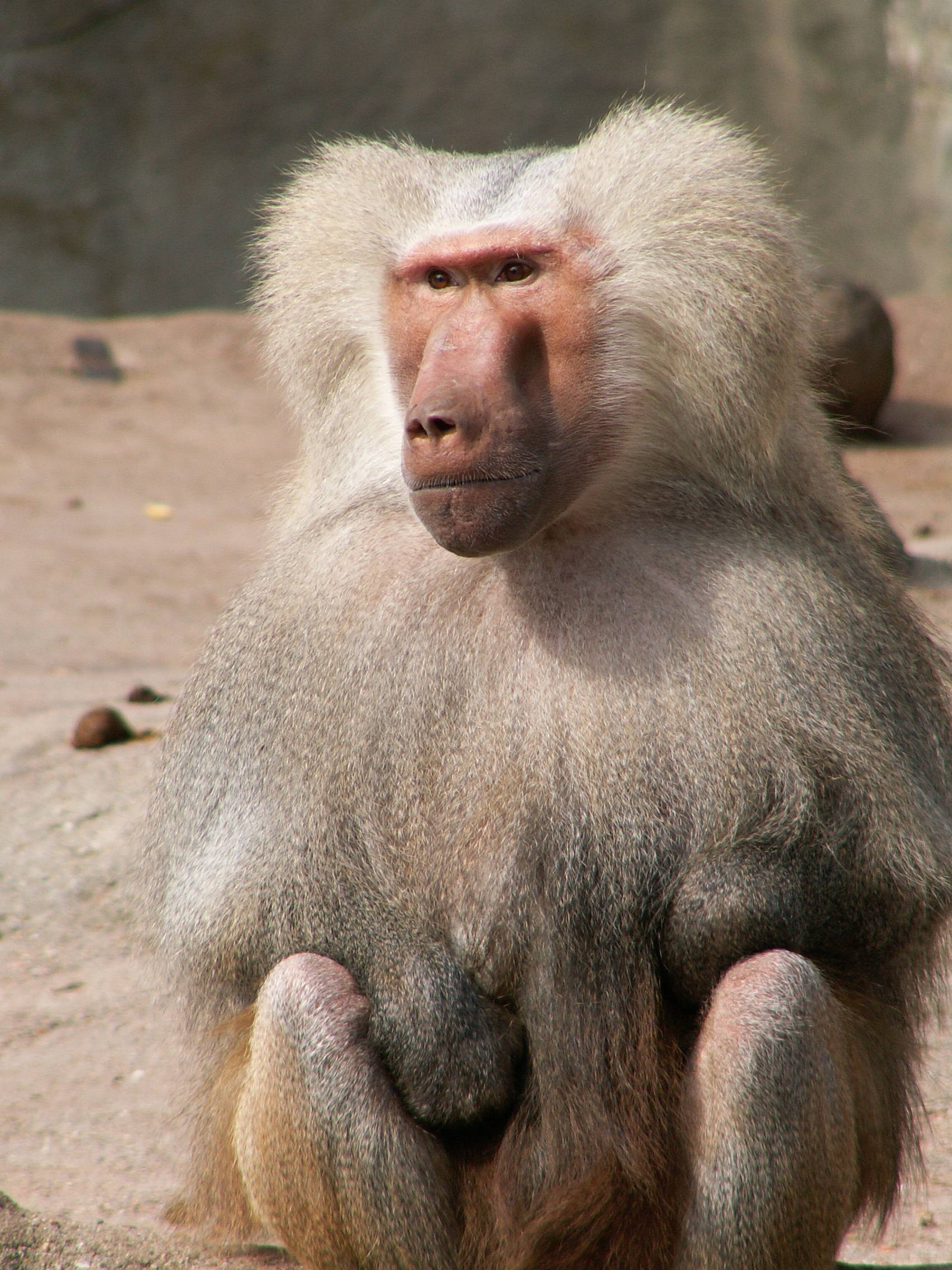
Galléros pávián hím (Papio hamadryas)

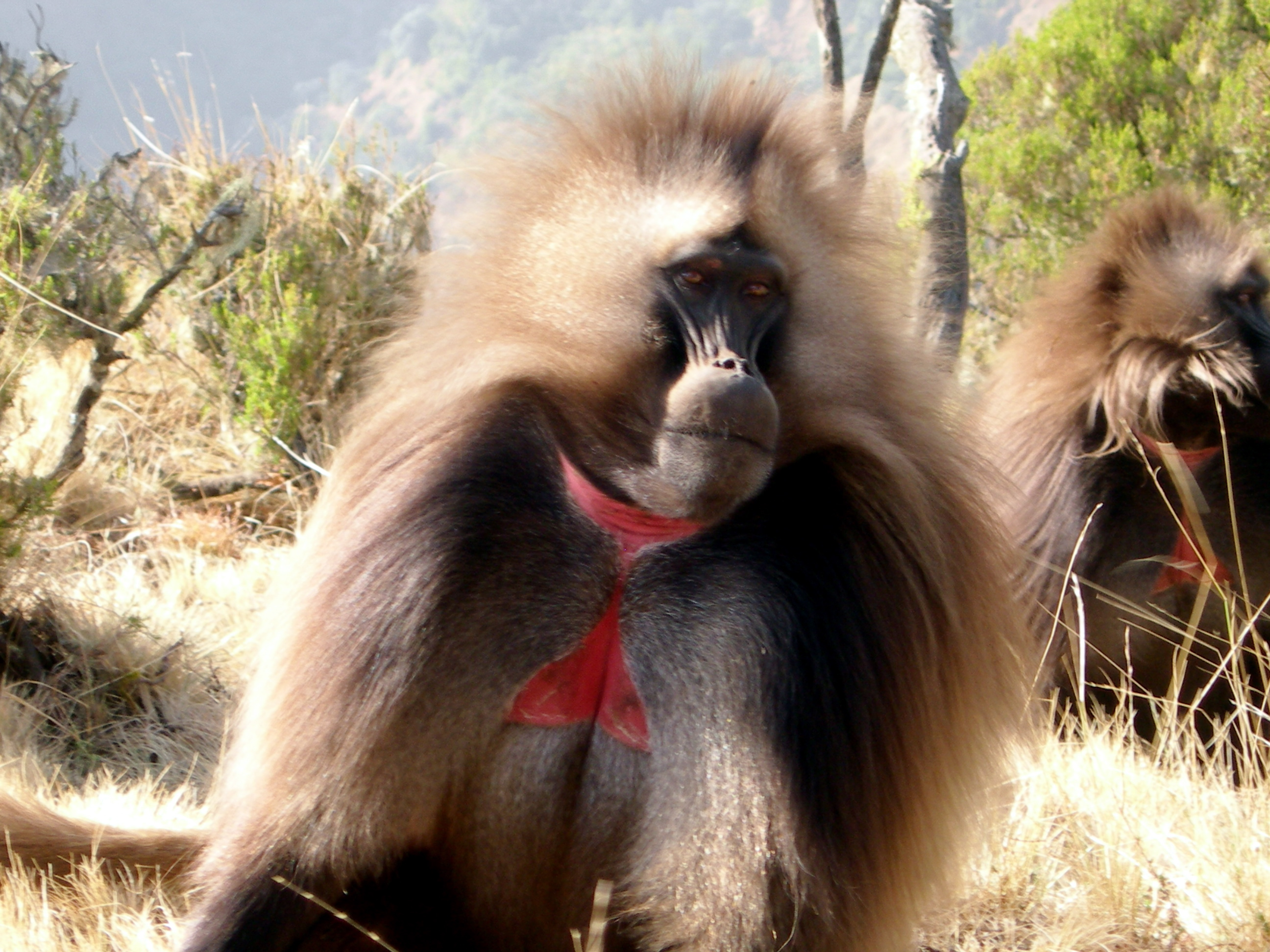
Dzseládapávián hím (Theropithecus gelada)

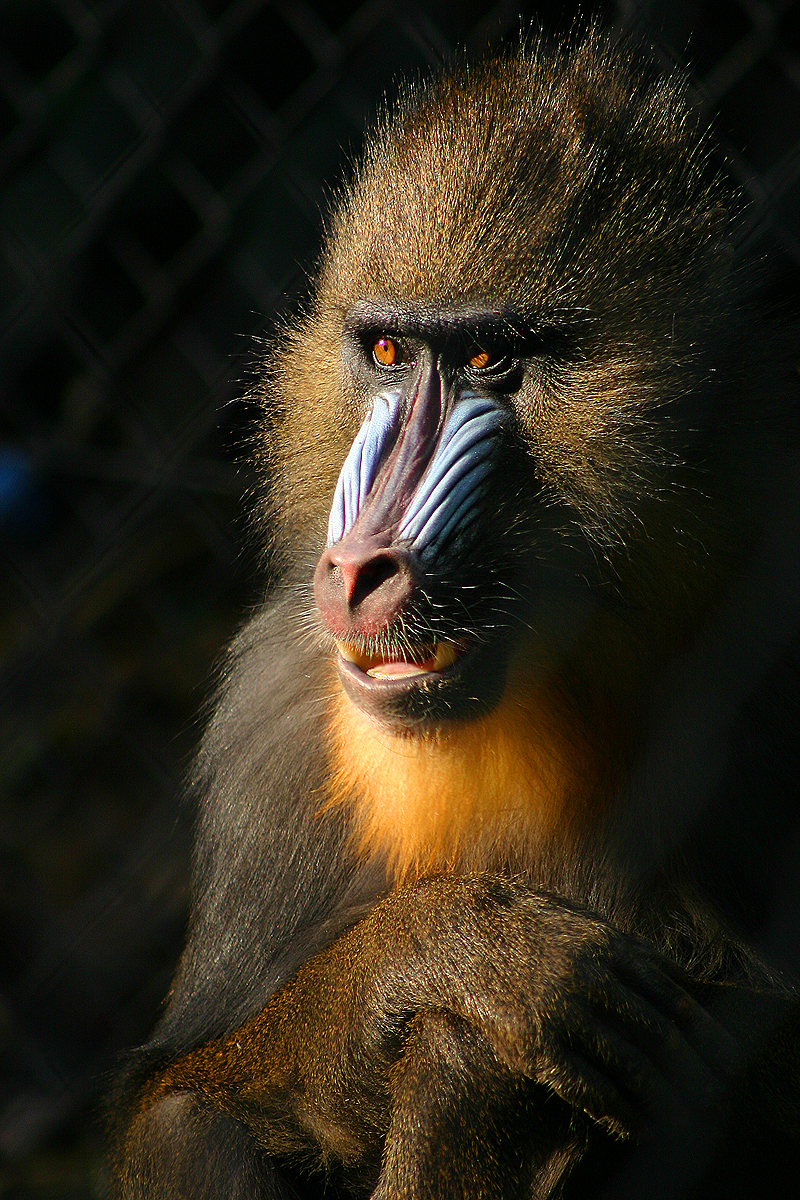
Mandrill (Mandrillus sphinx)

A cerkófmajomformák (Cercopithecinae) az emlősök (Mammalia) osztályába a főemlősök (Primates) rendjébe és a cerkóffélék (Cercopithecidae) családjába tartozó alcsalád. A legtöbb fajuk Afrikában él. Pofájuk általában megnyúlt, pofazacskójuk van.
2 nemzetség, 12 nem és 74 faj tartozik az alcsaládhoz. A két nemzetség fejlődési vonala mintegy 10 millió éve ágazott el.

## Rendszerezés

### Cercopithecini
A Cercopithecini (cerkófmajmok) végtagjai hosszúak, a földön négykézláb közlekednek. A nemzetségbe az alábbi 6 nem és 37 faj tartozik:
- Allenopithecus (Lang, 1923) – 1 faj
  - mocsári cerkóf (Allenopithecus nigroviridis)

- Miopithecus (Saint-Hilaire, 1862) – 2 faj
  - törpecerkóf (Miopithecus ogouensis)
  - gaboni törpecerkóf (Miopithecus talapoin)

- Erythrocebus (Trouessart, 1897) – 3 faj
  - huszármajom (Erythrocebus patas)
  - Erythrocebus poliophaeus
  - Erythrocebus baumstarki

- Chlorocebus (Gray, 1870) – 7 faj
  - kis cerkóf (Chlorocebus dryas), korábban (Cercopithecus dryas)
  - szavannacerkóf (Chlorocebus aethiops), korábban (Cercopithecus aethiops)
  - Malbrouck-szavannacerkóf (Chlorocebus cynosuros)
  - Bale-hegységi szavannacerkóf (Chlorocebus djamdjamensis)
  - déli szavannacerkóf (Chlorocebus pygerythrus)
  - sárgahasú szavannacerkóf (Chlorocebus sabaeus)
  - Tantalus-szavannacerkóf (Chlorocebus tantalus)

- Cercopithecus (Linnaeus, 1758) – 22 faj
  - Diana-csoport, 2 faj
    - Diána-cerkóf (Cercopithecus diana)
    - Roloway-cerkóf (Cercopithecus roloway)

  - Mitis-csoport, 5 faj
    - fejdíszes cerkóf (Cercopithecus mitis)
    - ezüstcerkóf (Cercopithecus doggetti)
    - aranycerkóf (Cercopithecus kandti)
    - fehértorkú cerkóf (Cercopithecus albogularis)
    - fehérorrú cerkóf vagy avemba (Cercopithecus nictitans)

  - Mona-csoport, 6 faj
    - apácacerkóf (Cercopithecus mona)
    - Cambell-cerkófmajom (Cercopithecus campbelli)
    - Lowe-cerkóf (Cercopithecus lowei)
    - koronás cerkóf (Cercopithecus pogonias)
    - Wolf-cerkóf (Cercopithecus wolfi)
    - Dent-cerkóf (Cercopithecus denti)

  - Cephus-csoport, 6 faj
    - fehérarcú cerkóf (Cercopithecus ascanius)
    - bajszos cerkóf (Cercopithecus cephus)
    - vöröshasú cerkóf (Cercopithecus erythrogaster)
    - vörösfülű cerkóf (Cercopithecus erythrotis)
    - Sclater-cerkóf (Cercopithecus sclateri)
    - fehérhasú cerkóf (Cercopithecus petaurista)

  - Hamlyni-csoport, 1 faj
    - Hamlyn-cerkóf (Cercopithecus hamlyni)

  - Neglectus-csoport, Brazza-cerkóf, 1 faj
    - Brazza-cerkóf (Cercopithecus neglectus)

  - Lomamiensis -csoport, 1 faj
    - Lesula-cerkóf (Cercopithecus lomamiensis)

- Allochrocebus (Elliot, 1913) – 3 faj
  -     - csuklyás cerkóf (Allochrocebus lhoesti)
    - szakállas cerkóf (Allochrocebus preussi)
    - napfarkú cerkóf (Allochrocebus solatus)

### Papionini
A Papionini (páviánok, makákók, mangábék és mandrillok) Afrika és Ázsia füves nyílt területein élnek. Mellső végtagjai rövidebbek a hátsóknál. Nemi dimorfizmusuk erőteljes, például a hímeknek bundás a nyakszőrzete és a szemfoguk igen nagy.
A nemzetségbe a következő 7 nem és 38 faj tartozik:
- Macaca (Lacépède, 1799) – 24 faj
- Macaca sylvanus csoport – 1 faj
  - Berber makákó vagy magót (Macaca sylvanus)

- Macaca nemestrina csoport – 12 faj
  - Oroszlánfejű makákó (Macaca silenus)
  - Emsemakákó (Macaca nemestrina)
  - Oroszlánmakákó (Macaca leonina)
  - Mentawai-szigeteki makákó (Macaca pagensis)
  - Siberut-szigeti makákó (Macaca siberu) - a Mentawai-szigeteki makákóról leválasztott faj
  - Szerecsenmakákó (Macaca maura)
  - Szürkekarú makákó (Macaca ochreata)
  - Buton-szigeti makákó (Macaca brunnescens) - a szürkekarú makákóról leválasztott faj
  - Barnalábú makákó (Macaca tonkeana)
  - Heck-makákó (Macaca hecki)
  - Üstökös makákó (Macaca nigra)
  - Gorontalo makákó (Macaca nigrescens) - az üstökös makákóról leválasztott faj

- Macaca fascicularis csoport – 2 faj
  - Közönséges makákó vagy jávai makákó (Macaca fascicularis)
  - Medvemakákó (Macaca arctoides)

- Macaca mulatta csoport – 3 faj
  - Rézuszmajom vagy bunder (Macaca mulatta)
  - Japán makákó (Macaca fuscata)
  - Tajvani makákó (Macaca cyclopis)

- Macaca sinica csoport – 6 faj
  - Parókás makákó (Macaca radiata)
  - Ceyloni makákó (Macaca sinica)
  - Asszami bunder (Macaca assamensis)
  - Tibeti makákó (Macaca thibetana)
  - Arunachal makákó (Macaca munzala) - 2005-ben felfedezett faj
  - fehérarcú makákó (Macaca leucogenys) - 2015-ben felfedezett faj

- Lophocebus (Palmer, 1903) – 6 faj
  - galléros mangábé (Lophocebus albigena) más néven (Cercocebus albigena)
  - ugandai mangábé (Lophocebus ugandae) - a galléros mangábéról leválasztott faj
  - Johnston-mangábé (Lophocebus johnstoni) - a galléros mangábéról leválasztott faj
  - Osman Hill-mangábé (Lophocebus osmani) - a galléros mangábéról leválasztott faj
  - üstökös mangábé (Lophocebus aterrimus)
  - Opdenbosch-mangábé (Lophocebus opdenboschi) - az üstökös mangábéról leválasztott faj

- Rungwecebus (Jones, Ehardt, 2005) – 1 faj
  - hegyi mangábé (Rungwecebus kipunji) - 2003-ban felfedezett faj

- Papio (Erxleben, 1777) – 6 faj
  - galléros pávián (Papio hamadryas) – egyes rendszerekben a többi Papio faj csak alfaj
  - guineai pávián vagy vörös pávián (Papio papio)
  - Anubisz-pávián (Papio anubis)
  - sárgás babuin (Papio cynocephalus)
  - kindapávián (Papio kindae) - a sárgás babuinról leválasztott faj
  - medvepávián (Papio ursinus)

- Theropithecus (Saint-Hilaire, 1843 – 1 faj
  - dzseládapávián (Theropithecus gelada)

- Cercocebus (Saint-Hilaire, 1812) – 7 faj
  - kormos mangábé (Cercocebus atys)
  - fürge mangábé (Cercocebus agilis)
  - kalapos mangábé (Cercocebus galeritus)
  - aranyhasú mangábé (Cercocebus chrysogaster)
  - fehérkarú mangábé (Cercocebus lunulatus) - - a kormos mangábéról leválasztott faj
  - örvös mangábé (Cercocebus torquatus)
  - Sanje-mangábé (Cercocebus sanjei)

- Mandrillus (Ritgen, 1824) – 2 faj
  - drill (Mandrillus leucophaeus)
  - mandrill (Mandrillus sphinx)